# Hötjärnen (Ockelbo socken, Gästrikland, 675040-154505)
Hötjärnen är en sjö i Ockelbo kommun i Gästrikland och ingår i Testeboåns huvudavrinningsområde.